# Raxidadim de Hamadã
Raxidadim Fadludá de Hamadã (em persa: رشیدالدین فضل‌الله همدانی; romaniz.: Raxīd al-Dīn Faḍlullāh Hamadānī; 1247–1318), melhor conhecido só como Raxidadim de Hamadã, foi um estadista, historiador e médico do Ilcanato, famoso pela obra Jāmiʿ al-tawārīkh ('Compêndio de Crônicas').